# Mallochohelea hardyi
Mallochohelea hardyi är en tvåvingeart som först beskrevs av Tokunaga 1966.  Mallochohelea hardyi ingår i släktet Mallochohelea och familjen svidknott. Inga underarter finns listade i Catalogue of Life.